# أنطوني ديريك جوردن
أنطوني ديريك جوردن (بالإنجليزية: Tony Jordan) هو لاعب كرة الريشة بريطاني، ولد في 1934.

## روابط خارجية
- أنطوني ديريك جوردن على موقع اتحاد ألعاب الكومنولث (مؤرشف) (الإنجليزية)